# Kammann Manufacturing Company
Kammann Manufacturing Company war ein US-amerikanischer Hersteller von Automobilen.

## Unternehmensgeschichte
Das Unternehmen wurde 1903 in Chicago in Illinois gegründet. Im gleichen Jahr begann die Produktion von Automobilen. Der Markenname lautete Jack Frost. Noch 1903 endete die Produktion.
Es ist unklar, ob es eine Verbindung gab zur 1897 in Minneapolis in Minnesota gegründeten Kammann Electric Company, die Elektroautos nach Patenten von W. T. Kammann produzieren wollte.

## Fahrzeuge
Im Angebot standen ausschließlich Elektroautos. Das Fahrgestell hatte 218 cm Radstand. Die offene Karosserie bot auf drei Sitzreihen Platz für sechs Personen. Die Reifen waren Vollgummireifen.